# Santiago Lopo
Santiago Lopo (Vigo, 1974) è uno scrittore spagnolo.

## Biografia
Iniziò traducendo copioni cinematografici in inglese per la televisione. Attualmente è professore di francese presso la Scuola ufficiale di lingue di Pontevedra. Dal 2000 collabora con la rivista Unión Libre, dove ha pubblicato diversi articoli e traduzioni.

## Opere in galiziano

### Romanzi
- Game over, 2007, Biblos Clube de Lectores.
- Peaxes, 2009, Xerais.
- Hora zulú, 2012, Editorial Galaxia.
- A Diagonal dos Tolos, 2014, Editorial Galaxia.
- A arte de trobar, 2017, Xerais.
- A carteira, 2021, Xerais.

### Racconti brevi
- Sorrí, Nené, sorrí!, 2014, su Grial: revista galega de cultura, nº 202.
- A voz das nereidas, 2016, Editorial Elvira.
- Siméon de la Manche, 2018, su Contra o vento. 30 anos do Premio Manuel García Barros, Editorial Galaxia.
- Nómades, 2021, su O libro da música, Editorial Galaxia.
- A pantasma da insua, 2023, Editorial Elvira.

### Traduzioni
- O meu criado e mais eu. Citomegalovirus, di Hervé Guibert, traduzione dal francese al galiziano in collaborazione con Xavier Queipo, 1998, Xerais.

## Opere tradotte in spagnolo

### Romanzi
- Hora zulú, 2015, Mar Maior.

## Opere tradotte in inglese

### Romanzi
- The Postwoman, 2024, Small Stations Press.

## Premi letterari
- VI Premio de Novela por Entregas de La Voz de Galicia nel 2006, per Game over.
- XXIV Premio García Barros nel 2012, per Hora zulú.
- VIII Premio Narrativa Breve Repsol nel 2014, per A Diagonal dos Tolos.
- Premio Xerais 2017, per A arte de trobar.
- XXXVII Premio Antón Losada Diéguez nel 2022, per A carteira.